# 임태섭
임태섭(1990년 11월 23일 ~ )는 대한민국의 축구 선수로, 포지션은 공격수이다.